# Groupe activiste trans
 (février 2025).
Le Groupe activiste trans (GAT) est un groupe français libertaire de défense de la transidentité. Créé en 2001, il a disparu le 21 septembre 2006.

## Histoire
Le Groupe activiste trans est fondé en 2001. Libertaire, il s'inspire des actions militantes d'Act Up Paris, en particulier du zap, c'est-à-dire d'actions spectaculaires et ponctuelles contre des personnes ou des organisations accusées de perpétuer la transphobie, telles que Colette Chiland en mars puis en juin 2005. Ou Patricia Mercader en juin 2004,.
De 9 octobre 2003 jusqu'au 21 septembre 2006, le GAT anime Bistouri oui ! oui ! sur Les Enfants de StoneWall ; il s'agit de la seule de émission sur la transidentité et l'intersexuation composée de série de chroniques, d'interviews, d'actualité sur la question trans. On y retrouve notamment des entretiens avec Hélène Hazera, Tom Reucher, Bambi (alias Marie-Pier Pruvost), et Sarita Vincent Guillot, ainsi qu'une discussion de la première Université d'été de l'intersexualité.
Le 20 novembre 2005, à l'occasion de la Journée du Souvenir Trans, plusieurs die-ins sont organisés par le groupe dans Paris pour dénoncer la pathologisation. Le Parisien parle de plusieurs revendications mais les présente comme des « personnes transsexuelles ».
En 2006, le GAT, avec d'autres associations, coorganise l'Existrans.
En 2007, Cynthia et Mélissa Arra réalisent un documentaire sur le GAT, L'ordre des mots.

## Revendications
Le GAT milite pour le retrait de la transidentité des classifications psychiatrique, la suppression de l'obligation de passer par un psychiatre pour pouvoir réaliser un parcours de transition, le libre choix du médecin et non pas l'obligation de suivre un parcours avec des équipes imposées, la possibilité de réaliser un changement de sexe à l'état civil avec ou sans recours préalable à la chirurgie génitale, et que le changement à l'état civil donne la possibilité d'accéder à un acte de naissance avec le prénom et le genre choisi[source insuffisante].
Le GAT milite aussi pour tous les sujets qui touchent les personnes trans, comme la défense des personnes immigrées, séropositives et précaires[source insuffisante].
En 2003, le groupe publie pour la première fois une liste de revendications :
- « Dé-classification du transsexualisme de la nosographie psychiatrique ; et la dé-psychiatrisation devra impliquer une aide, un accompagnement à l’autodiagnostic
- Abrogation ou révision du protocole pour que les équipes médicales se réfèrent à un protocole adapté à chaque personne et non plus à l’entité transsexuelle
- Libre choix du médecin par un principe affirmé de l’aide à l’autodiagnostic (respect de l’article R4127-6 du code de la Sécurité sociale) ; abolition de la toute-puissance de l’équipe hospitalière autoproclamée spécialiste
- Meilleure adaptation des dispositifs juridiques et administratifs dans la période transitoire afin de mettre fin à la clandestinité »

En 2005, au cours de die-ins à Paris, on trouve parmi les déclarations : « Les autorités ne voient en nous que des malades relevant de la psychiatrie mais nous ne sommes pas des victimes. On existe et on veut vivre dans des conditions décentes ».

## Mode d'action
Selon la sociologue Karine Espineira, les méthodes du GAT sont nouvelles à l'époque en France. Il est politisé (libertaire) et s'oppose à la psychiatrisation. 
Le groupe utilise notamment les zaps, un mode d'action existant déjà dans les années 1970 dans les groupes LGBTQ+ aux États-Unis. Le but est d'organiser une manifestation publique pour accuser une personnalité politique opposée aux droits par exemple, tout en mettant en avant les personnes LGBTQ+.
Le GAT pratique aussi le die-in.

## Membres, sympathisantes et sympathisants
Karine Espineira (sympathisante ou membre).